# جشنواره کارآفرینان برتر کشور
جشنواره کارآفرینان برتر کشور از سال ۱۳۸۵ تاکنون 15 جشنواره توسط وزارت تعاون، کار و رفاه اجتماعی برگزار و کارآفرینان برتر در سطوح ملی و استانی شناسایی و معرفی شده‌اند. در طی برگزاری این جشنواره‌ها که بر اساس شاخص‌های طراحی شده جهت شناسایی کارآفرینان صورت پذیرفته به‌طور تقریبی بالغ بر 3470 نفر کارآفرینان برتر در استان‌ها و 142 کارآفرین برتر ملی در بخش‌های مختلف اقتصادی (صنعت، کشاورزی و خدمات) انتخاب و معرفی شده‌اند. در دوره‌های مختلف رویه‌ها و شاخص‌های شناسایی کارآفرینان بر اساس سیاست‌های کلان کشور و فناوری‌های روز دنیا، اصلاح و روزآمد شده‌است. همچنین برخی شرایط و ضوابط نیز بر اساس نیاز کشور تغییر یافته و اصلاح شده‌است. در واقع، مهم‌ترین شاخص در این جشنواره داشتن نوآوری منجر به رشد است. که این نوآوری می‌تواند در محصول یا خدمات جدید، فرایند تولید، تغییر در ساختار صنعت و ایجاد بازار جدید رخ دهد.
قابل ذکر است تشکیل کانون‌های کارآفرینی در استان‌های سراسر کشور، با حضور کارآفرینان برتر استانی و ملی و مشارکت آنان با نهادهای اجرایی به عنوان اتاق فکر کارآفرینی، یکی از دستاوردهای همین جشنواره‌ها است که نتایج مؤثری در توسعه کارآفرینی در مناطق مختلف کشور به همراه داشته‌است. کانون‌های کارآفرینی استان‌ها که از کارآفرینان برتر، صاحبنظران و کارشناسان خبره کارآفرینی هر استان تشکیل شده‌اند، در حال حاضر به عنوان اتاق فکر مدیران دولتی هراستان ایفای نقش کرده و علاوه برارائه پیشنهادها و طرح‌ها در راستای ایجاد اشتغال و توسعه کارآفرینی دراستان، تصمیم گیران را از پیامدهای احتمالی تصمیم‌ها و سیاستگذاری‌ها نیزآگاه می‌سازند. این کانون‌ها باتوجه به داشتن عقبه علمی، تجربی، تکنیکی و مالی کارآفرینان برتر؛ سرمایه بسیار ارزشمندی برای مسئولان دولتی بوده که می‌توانند به بهبود فضای کسب وکار در استان‌ها و بالتبع در کشور کمک نمایند. لوگو و تندیس این جشنواره توسط استودیو انیمیشن حسام به مدیریت حسام بنی اقبال طراحی و ساخته شده‌است.

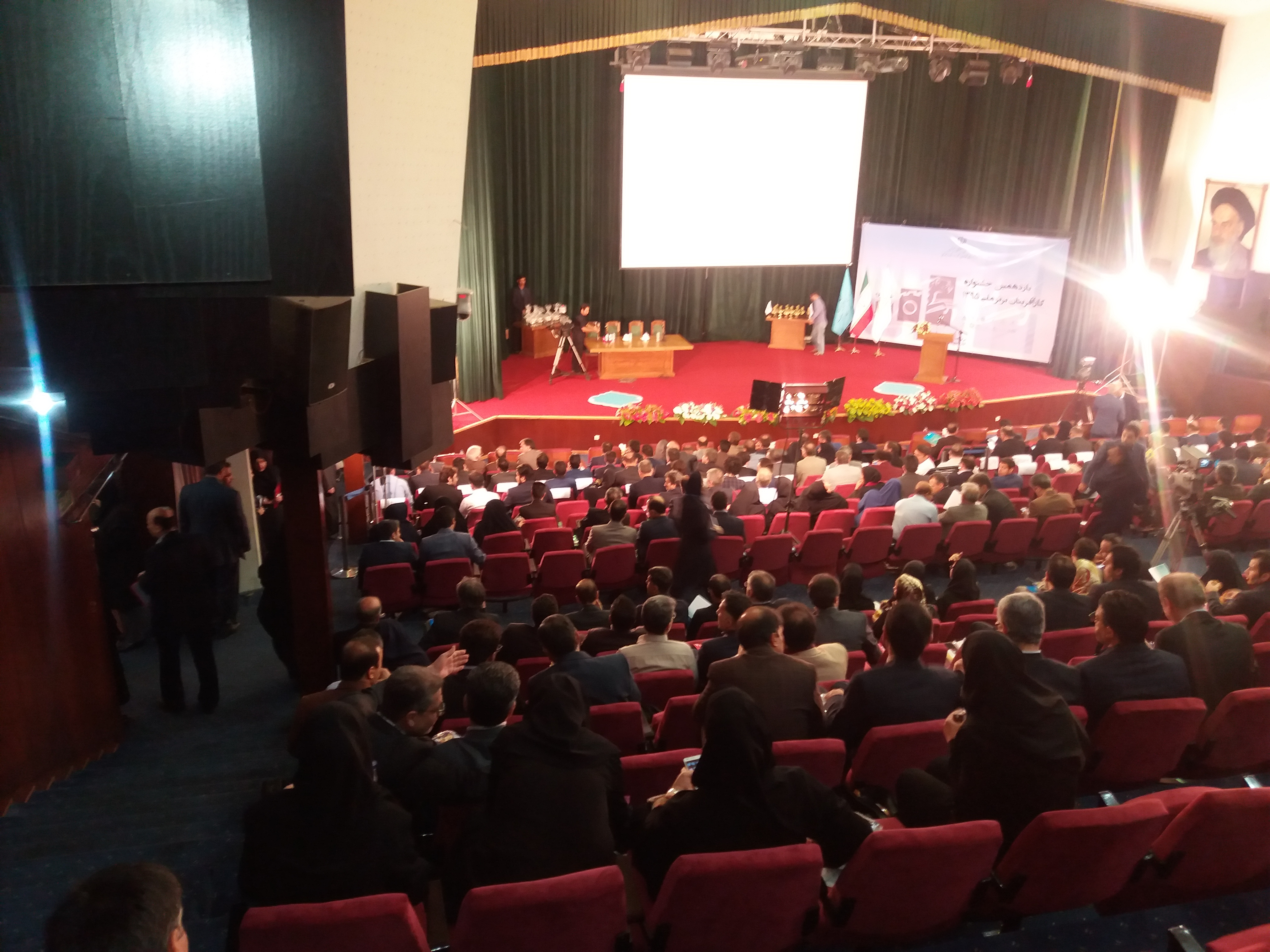
یازدهمین جشنواره کارآفرینان برتر ۱۳۹۶

## اهداف جشنواره
- ترویج و توسعه فرهنگ کارآفرینی، خلاقیت و نوآوری
- شناسایی کارآفرینان در سراسر کشور و انتخاب برترین آن‌ها و معرفی به عنوان الگو به آحاد جامعه خصوصاً جوانان
- ایجاد فضای تعامل و همکاری میان فعالان عرصه‌های مختلف اقتصادی در بخش صنعت، کشاورزی و خدمات
- ایجاد نشاط و رقابت در فضاهای کسب و کار * هم افزایی و مشارکت کارآفرینان در توسعه اقتصادی کشور و ترویج فرهنگ کار و کارآفرینی
- تشویق حامیان کارآفرینی به مشارکت و سرمایهگذاری در اجرای برنامه‌های کارآفرینی و به خصوص تعامل جدی با کارآفرینان و نوآوران حاضر در جشنواره
- حمایت معنوی از کارآفرینان برای ایجاد کسب و کار جدید
- رشد اعتماد به نفس و روحیه خودباوری در جوانان[۴]

## زمان‌بندی اجرای جشنواره
- انجام فرایند انتخاب کارآفرینان در استان‌ها (ثبت‌نام، داوری، بازدید و …) از نیمه مرداد آغاز و تا پایان مهر ماه به اتمام می‌رسد.
- اجرای مراسم جشنواره استانی به پیشنهاد دبیرخانه استان و با تأیید شورای سیاستگذاری استان ترجیحاً در محدوده زمانی هفته جهانی کارآفرینی (۲۳ الی ۳۰ آبان ماه) خواهد بود.
- زمان انجام فرایند انتخاب و داوری کارآفرینان برتر ملی نیز از آبان ماه آغاز و در بهمن ماه پایان می‌پذیرد.
- اجرای مراسم جشنواره ملی کارآفرینان برتر توسط شورای سیاستگذاری جشنواره ملی اعلام خواهد شد.[۵]

## جوایز، دامنه شمول شرکت کنندگان، موضوع‌های جشنواره
نحوه و میزان جوایز برگزیدگان جشنواره استانی و ملی کارآفرینان برتر به پیشنهاد کارگروه اجرایی و تصویب شورای سیاستگذاری مشخص خواهد شد. دامنه شمول شرکت‌کنندگان و موضوع‌های جشنواره نیز (گروه‌ها و بخش‌های اقتصادی) توسط کارگروه علمی جشنواره ملی مشخص و از طریق شورای سیاستگذاری ملی تصویب و ابلاغ خواهد شد.

## کارآفرینان برتر سال ۱۳۹۹
جشنواره کارآفرینان برتر ملی سال ۹۹ در تاریخ ۲۹ بهمن برگزار و تندیس کارآفرین برتر ملی به افراد منتخب تقدیم شد.
اسامی کارآفرینان برتر به شرح زیر است:
- علی رسولی زاده از شرکت پردازش مالی اطلاعات پارت از استان تهران
- عبدالحسین شرفی از شرکت مهندسین مشاور رادمان صنعت از استان فارس
- محمدرضا ظهیر امامی از شرکت تولیدی صنعتی فراسان از استان فارس
- سلطان حسین فتاحی از گروه صنعتی امرسان از استان تهران
- محسن گل‌پور از شرکت مهندسی مواد مکرر از استان قزوین
- محمد لطفی از شرکت آتیه‌سازان نگین فراز از استان چهارمحال و بختیاری
- محمد محمدی از شرکت پرورشی – تحقیقاتی ماهیران از استان تهران
- نوید نجات بخش آزادانی از شرکت دانش بنیان بهیار صنعت سپاهان از استان اصفهان
- محسن احتشام از شرکت تروند زعفران قاین از استان خراسان جنوبی
- بهنام جعفری یادگارلو از شرکت تعاونی مرغ خوش‌پخت از آذربایجان غربی
- احمد حسین‌زاده از شرکت نرم‌افزاری ترزرایان‌ افزار از استان مازندران
- لاله حجازی از شرکت داروسازی باریج اسانس از استان مرکزی